# 福原伸治
福原 伸治（ふくはら しんじ、1963年 - ）は、NHKメディアイノベーションセンター エクゼクティブ・ディレクター。元フジテレビプロデューサー・ディレクター。元BuzzFeed Japan動画統括部長。

## 来歴
大阪市生まれ。京都大学経済学部卒業。
1986年4月、フジテレビジョンに入社入社後は編成部に配属され、その後情報番組のセクションに異動。フジテレビ内でもかなり前衛的でエッジの効いた番組を多数演出。特にCGを大胆に用いて、日本初のヴァーチャルスタジオ番組といわれる科学情報番組『アインシュタイン』（1990年）や子ども番組『ウゴウゴルーガ』（1992年）はその代表作。
斬新な発想や演出で知られ、『ウゴウゴルーガ』以降も日本初のフルCGドラマといわれる『シチリアの龍舌蘭』を演出、『学校では教えてくれないこと!!』ではテロップを多用した番組の先がけともいわれた。また『Flyer TV』では歌もので本格的なヴァーチャルスタジオを導入し、当時としては珍しいゴールデン帯レギュラーのアニメソング番組『快進撃TVうたえモン』では前人未踏の「水木一郎24時間1000曲ライブ」（1999年8月30日〜31日）を企画。2000年の『秘密倶楽部o-daiba.com』では、いち早くインターネットとテレビ番組の本格的な融合も試みている。当番組の連動サイトは2001年に開催されたインターネット博覧会でアクセス賞を受賞した。2005年の教育番組『ガチャガチャポン!』では中学生の視聴者占拠率100%を記録したこともあった。“フジの奇才”とも呼ばれるが、「視聴率はあまりとれないが、話題作・問題作ばかり作っている」との声もある。
2008年にはビッグデータ時代を予見させる『近未来予報ツギクル』を企画・演出。その斬新な演出のみならず、当時としては珍しい地上波生放送からそのまま継続してネットでライブ配信する試みも行った。2009年には、ウェザーニューズのネットコンテンツである24時間ライブ気象情報番組『SOLiVE24』（現・『ウェザーニュースLiVE』）の総合演出を担当。また、『新・週刊フジテレビ批評』でも尖閣ビデオ流出事件をいち早く取り上げたり、ニコニコ生放送と定期的に連動番組を制作、本人もたびたび出演したりしている。さらには、東日本大震災での報道特別番組のニコニコ生放送への同時配信実現においての立役者ともいわれている。ニンテンドー3DS用の3Dコンテンツ『日刊トビダス』を制作するなど、活動はテレビ番組にとどまらず多岐にわたっていた。
また、若手女性タレントの発掘でも、吉川ひなの、神田うの、榎本加奈子、上戸彩、栗山千明、宮崎あおい、ベッキー、松本まりかなど、多くの女性女優・タレントを早い段階で起用。最近では夏帆、多部未華子、マリエ、椿姫彩菜、石田紗英子も早く起用しており、「福原が使うとその子は売れる」と呼ばれることもある。なお、『ペケ×ポン』でブレイクした落語家の三遊亭歌橘（かきつっち）の発掘も、二ツ目の「あし歌」時代に福原の手による。また、『THE MANZAI 2012』で優勝したハマカーンも『日刊トビダス』で起用。
フジテレビホームページ内のデジタルコミック「少年タケシ」の編集長としても活動していた。その中のポッドキャストコンテンツ「多部未華子の図書委員だより」では多部未華子とのトークの相手役を務めていた。
2012年6月に情報制作局情報制作センターの室長に就任。フジテレビの情報番組全般を担当することになった。。
2014年6月27日付人事異動にて報道局へ異動。2015年4月にプロジェクトリーダーとしてマルチデバイスニュースメディア『ホウドウキョク』（現在の『FNNプライムオンライン』）を立ち上げる。2016年7月に報道局メディア担当局長、2017年6月に報道局チーフクリエイターに就任。
2018年3月31日付にてフジテレビを早期退職。同年4月1日付にてBuzzFeed Japanに転職し、動画統括部長となった。

2021年10月1日付にてNHKに転職し、デジタルサービスのエクゼクティブ・ディレクターに就任。
人事局統括プロデューサー、NHKデジタルアカデミア学長やメディア戦略本部デジタル戦略チームシニア・リードを経て、現在はメディアイノベーションセンター エクゼクティブ・ディレクター。

## 主な演出番組
- TV's TV（1987年）
- アインシュタイン（1990年 - 1991年 科学放送奨励賞受賞）
- ウゴウゴルーガ（1992年 - 1994年 第10回流行語大賞表現賞・第20回技術振興賞など受賞多数）
- ウゴウゴルーガ2号（1993年 - 1994年）
- シチリアの龍舌蘭（1994年）
- 学校では教えてくれないこと!!（1994年 - 1995年 / 吉川ひなの・神田うの起用）
- 買物王（1996年 / 榎本加奈子起用）
- Flyer TV（1998年）
- 史上最強ベストヒットアニメ紅白歌合戦'98（1998年）
- 快進撃TVうたえモン（1999年 / 上戸彩起用）
- 秘密倶楽部o-daiba.com（2000年 - 2001年 / 栗山千明・宮崎あおい・ベッキー・松本まりか起用）
- 株式会社o-daiba.com〜美少女IT戦士リアルシスターズ（2001年 - 2002年 インターネット博覧会最優秀アクセス賞受賞）
- ベスト百貨（2002年）
- めざビズ（2003年）
- めざましどようび（2003年 - 2004年）
- ザ・メッセージ（BSフジ、2004 - 2005年）
- 高松宮殿下記念世界文化賞特番（2004年 - 2008年）
- ガチャガチャポン!（2005年 - 2006年 / 夏帆・多部未華子起用 文部科学省推奨番組）
- 永久保存版!みんなで歌おうアニメソングカウントダウン2006（2006年）
- 環境刑事（2006年 - 2008年）
- SMAP×SMAP特別編「いまいじめている君へ」（関西テレビ共同制作、2007年）
- around30（2007年）
- FNS27時間テレビ みんな“なまか”だっ!ウッキー!ハッピー!西遊記!#学校の中でもみんな“なまか”だっ!」（2007年）
- ワッチミー!TVxTV（BSフジ、2007年 - / マリエ起用）
- 近未来予報ツギクル（2008年 - 2009年 / 木下あゆ美・椿姫彩菜起用）
- 新・週刊フジテレビ批評（2009年 -/ 石田紗英子起用）
- 平成22年度地球温暖化問題啓発スポット（日本民間放送連盟、2010年 - 2011年 / 出演：生瀬勝久・大橋のぞみ・濱田マリ）
- 日刊トビダス&トビダスZ（ニンテンドー3DS「いつの間にテレビ」向け3D映像コンテンツ、2011年 -2012年）

## Web
- 少年タケシ（フジテレビ公式ホームページ デジタルマガジン、2006年 - 2012年）
- ワッチミー!News（ワッチミー!TV、2006年 - ）
- ウェザーニュースLiVE （ウェザーニューズ、2009年 - ）総合演出

## メディア
- マルチデバイスニュースメディア「ホウドウキョク」（現在の『FNNプライムオンライン』、2015年4月 - 2016年9月「プロジェクトリーダー」)